# Nelli Cooman

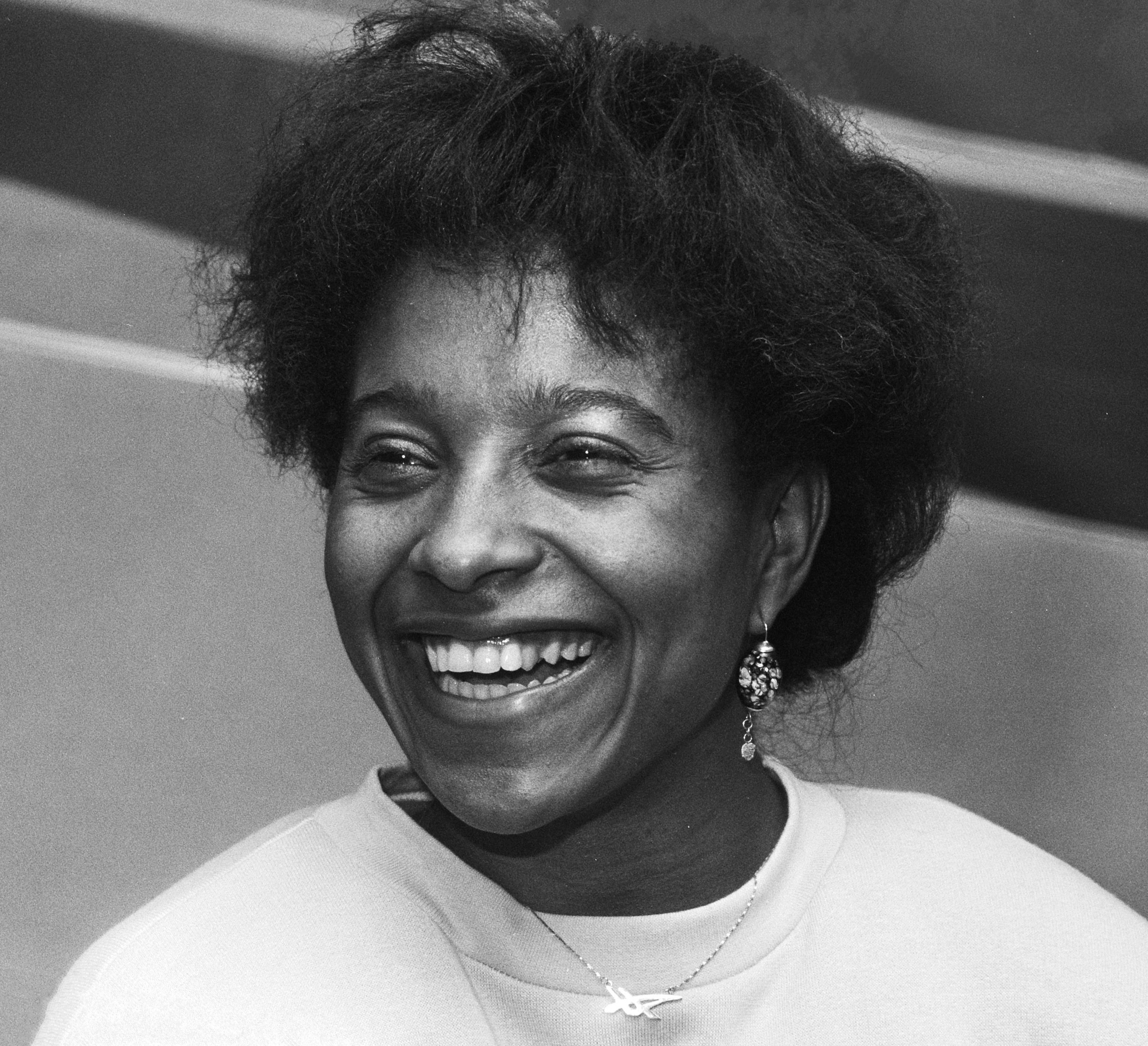
Nelli Cooman

Nelli Cooman (eigentlich: Antoinette Hariette Cooman, zeitweilig auch Cooman-Fiere; * 6. Juni 1964 in Paramaribo) ist eine ehemalige niederländische Sprinterin, die in den 1980er Jahren vor allem im 60- und im 100-Meter-Lauf erfolgreich war.

## Leben
Nelli Cooman wuchs in Suriname auf. Mit acht Jahren zog sie mit ihren Eltern und ihren fünf Geschwistern nach Rotterdam. Sie spielte Fußball und wurde erst mit sechzehn Jahren bei einem Schulsportfest für die Leichtathletik entdeckt. 1981 wurde sie bei den Junioreneuropameisterschaften bereits Siebte. Bei den Halleneuropameisterschaften 1984 in Göteborg gewann sie in 7,23 s Bronze hinter der Britin Beverly Kinch und der Bulgarin Anelija Nunewa.
1985 gewann sie bei den Halleneuropameisterschaften in Piräus mit 7,10 s vor Marlies Göhr in 7,13 s. Vierte wurde Silke Gladisch, die sechs Wochen zuvor in 7,20 s die Hallenweltspiele gewonnen hatte. Bei den Halleneuropameisterschaften 1986 in Madrid siegte sie in 7,00 s vor Göhr und Gladisch. Ihre Zeit war Hallenweltrekord und wurde erst 1992 von Merlene Ottey und Irina Priwalowa unterboten. Im Sommer 1986 gewann sie Bronze über 100 Meter bei den Europameisterschaften in Stuttgart hinter Göhr und Nunewa und stellte dabei mit 11,08 s einen niederländischen Rekord auf. In der 4-mal-100-Meter-Staffel kam sie mit dem niederländischen Team auf den siebten Platz. In den Niederlanden wählte sie die Sportpresse 1986 zur Sportlerin des Jahres.
1987 gewann sie Gold bei den Halleneuropameisterschaften in Liévin in 7,01 s vor Nunewa und Göhr und zwei Wochen später bei den Hallenweltmeisterschaften in Indianapolis in 7,08 s vor Nunewa und der Kanadierin Angela Bailey. Bei den Weltmeisterschaften in Rom erreichte sie das Halbfinale. Im Jahr darauf errang sie bei den Halleneuropameisterschaften in Budapest ihren vierten Titel in Folge. In 7,04 s lag sie knapp vor den DDR-Läuferinnen Silke Möller-Gladisch und Marlies Göhr. Bei den Olympischen Spielen in Seoul schied sie im Halbfinale mit einer Zeit von 11,13 s aus. Auch in der Staffel konnte sie sich nicht für das Finale qualifizieren.
1989 gewann sie den fünften Titel bei den Halleneuropameisterschaften in Den Haag. Ihr reichten 7,15 s zum Sieg über die Französin Laurence Bily. Bei den Hallenweltmeisterschaften in Budapest siegte sie in 7,05 s vor Gwen Torrence und Merlene Ottey. 1990 wurde sie bei den Halleneuropameisterschaften in Glasgow in 7,14 s Dritte hinter der Deutschen Ulrike Sarvari und Laurence Bily.
Nach einem Aus im Viertelfinale über 100 Meter bei den Olympischen Spielen 1992 in Barcelona erreichte Cooman 1993 wieder das Finale bei den Hallenweltmeisterschaften in Toronto, wurde aber in 7,29 s nur Siebte. 1994 gewann sie bei den Halleneuropameisterschaften in Paris in 7,17 s vor der Deutschen Melanie Paschke und wurde bei den Europameisterschaften in Helsinki in 11,40 s Fünfte, 1995 wurde sie in 7,17 s Sechste bei den Hallenweltmeisterschaften in Barcelona.
Siebenmal wurde sie Niederländische Meisterin über 100 Meter (1983, 1985, 1986, 1988, 1990–1992). In der Halle errang sie siebenmal den nationalen Titel über 60 Meter und einmal über 200 Meter.
Nelli Cooman ist 1,59 m und wog in ihrer aktiven Zeit 60 kg. 1986 heiratete sie ihren Trainer Hans Fiere; die Ehe wurde später geschieden.

## Würdigung
Die kleine Sprinterin mit dem großen Beschleunigungsvermögen war die erfolgreichste Läuferin im 60-Meter-Lauf. Ihre sechs Titel im gleichen Wettbewerb übertraf bei Halleneuropameisterschaften nur die Kugelstoßerin Helena Fibingerová mit acht Titeln.
Der niederländische Rekord über 60 Meter in der Halle aus dem Jahr 1986 bestehen auch noch nach zwanzig Jahren. Über 100 Meter im Freien war erst Dafne Schippers im Jahr 2015 schneller.
Seit 1997 finden ihr zu Ehren und unter ihrer Schirmherrschaft in Stadskanaal jährlich die Nelli Cooman Games statt.

## Persönliche Bestzeiten
- 50 m (Halle): 6,19 s, 31. Januar 1987, Ottawa (nationaler Rekord)
- 60 m (Halle): 7,00 s,	23. Februar 1986, Madrid (nationaler Rekord, ehemaliger Weltrekord)
- 100 m: 11,08 s, 27. August 1986, Stuttgart (ehemaliger nationaler Rekord)
- 200 m: 23,44 s, 4. Juni 1986, Schwechat
  - Halle: 23,92 s, 17. Februar 1990, Den Haag